# 木津川大橋
木津川大橋（きづがわおおはし）は、京都府八幡市と京都府久世郡久御山町の間の木津川に架かる橋。国道1号に指定され、京阪国道として重要な役割を果たしている。

## 概要
1966年（昭和41年）3月に、現在の京都府道・大阪府道13号京都守口線のバイパスとなる枚方バイパスとして開通した。21世紀に入り、さらにそのバイパスである第二京阪道路の供用が開始されたため、バイパス道路としての役割を譲りつつあるが、依然として交通量は多い。
中央分離帯・歩道（両側2.5m）・街路灯付きの四車線で、制限速度は60km/hとなっている。

## 沿革
- 1966年3月 - 開通
- 1979年度 - 拡幅工事（歩道・中央分離帯設置工事）着工
- 1984年度 - 拡幅工事（歩道・中央分離帯設置工事）竣工